# بتلفیلد ۲۱۴۲
«بتلفیلد ۲۱۴۲» (انگلیسی: Battlefield 2142) یک بازی ویدئویی در سبک تیراندازی اول شخص است که توسط الکترونیک آرتس و در سال ۲۰۰۶ منتشر شد. «بتلفیلد ۲۱۴۲» در پلت‌فرم‌های مایکروسافت ویندوز و اواس ده منتشر شده‌است.